# Renee Chatterton
Renee Chatterton (Adelaida, 21 de agosto de 1989) es una deportista australiana que compitió en remo.
Ganó una medalla de plata en el Campeonato Mundial de Remo de 2011, en la prueba de cuatro sin timonel. Participó en los Juegos Olímpicos de Londres 2012, ocupando el sexto lugar en la prueba de ocho con timonel.

## Palmarés internacional
| Campeonato Mundial | Campeonato Mundial | Campeonato Mundial | Campeonato Mundial |
| Año                | Lugar              | Medalla            | Prueba             |
| ------------------ | ------------------ | ------------------ | ------------------ |
| 2011               | Bled (Eslovenia)   | Medalla de plata   | Cuatro sin timonel |